# 花城宗義
花城宗義（はなぐすく そうぎ、生年不詳 - 正徳16年7月27日（1521年9月8日））は琉球王国第一尚氏王統の人。呉氏大宗家（呉氏我那覇家）の二世で唐名は呉起良、童名を真嘉那といい、呉弘肇・泊里主宗重の次男。

## 略歴
生年は不詳であるが、長女である思乙金按司の生年が成化18年（1482年）であることから、1470年以前であることが推測される。この長女は尚真王の長男：尚維衡・浦添王子朝満に嫁いでおり、朝満が廃嫡の憂き目にあったとき、宗義は岳父としてこれを助け、浦添城に住まわせた。
正徳元年（1506年）には王舅となり、明の正徳帝登極を祝う慶賀使として中国へ渡っている（なお、『歴代宝案』『中山世譜』における記事では、宗義は亜嘉尼施（すなわち采地名の中西か）という名で記載されている）。古の人物につき文献資料が少なく、細かな業績を知るすべはないが、王舅に任命されていることから、かなりの実力者であることがうかがえる。

## 系譜
呉弘肇・泊里主宗重の次男として生まれる（母は泊大阿母潮花司）。長兄に保栄茂親方宗友（唐名は不伝）がいたが、兄は家統を継がず、次男であった宗義が継いでいる。
室に麻省功・大城子真宗（麻普蔚・大城按司真武の長男）の娘：思乙をむかえ、一男一女をもうけた。
- 父：呉弘肇・泊里主宗重
- 母：泊大阿母潮花司　（号は中岳）
  - 兄（長男）：保栄茂親方宗友　（唐名不伝）
- 室：麻氏思乙　（麻省功・大城子真宗の娘）
  - 長女：思乙金按司　（尚維衡・浦添王子朝満に嫁ぐ）
  - 長男：呉寧宗・安次峯親雲上宗恒

## 経歴（月日は旧暦）
- 1470年以前（成化6以前） - 生まれる。
- 1482年（成化18） - 娘の思乙金按司が生まれる。
- 1488年-1505年（弘治年間） - 浦添間切中西地頭職となり紫冠に叙せられる（→中西親方宗義）。
- 1500年ごろ - 廃嫡された尚維衡・浦添王子朝満を助け、浦添城に住まわせる。
- 1506年（正徳元） - 王舅として中国へ渡る（正徳帝登極の慶賀使節）。
- 1506年-1521年（正徳年間） - 具志頭間切花城地頭職となる（→花城親方宗義）。
- 1521年（正徳16）7月27日 - 亡くなる。